# Іванов Денис Віталійович
Денис Віталійович Іванов (нар. 22 липня 1978, Краматорськ (за деякими даними Донецьк), Донецька область, УРСР) — український продюсер, кінодистриб'ютор, культурний менеджер, телеведучий. Засновник та керівник кінокомпанії «Артхаус Трафік» і кінофестивалю «Чілдрен кінофест», співзасновник Одеського міжнародного кінофестивалю.
Член Європейської кіноакадемії, Національної спілки кінематографістів України, Української кіноакадемії, а також консультативної ради Одеського міжнародного кінофестивалю.

## Життєпис

### Ранні роки та освіта
Денис Іванов народився 22 липня 1978 року. Закінчив Донецький національний університет за спеціальністю «Політологія», де під час навчання заснував кіноклуб «Клуб альтернативного кіно» . У 1998—1999 році працював телеоператором в Донецькій обласній державній телерадіокомпанії. У 1999 півроку вчився в London International Film School . У 2000—2001 працював програмним координатором Київського міжнародного театрального фестивалю «Мистецьке березілля».
Згодом виїхав з Донецька. За словами Іванова, "поїхав звідти [з Донецька] зі своєю родиною «коли стало небезпечно»".

### Кар'єра в кіно
У 2001 році став членом відбіркової комісії та програмним координатором Київського МКФ «Молодість», в 2002 році обійняв посаду програмного директора, а в 2003 — маркетинг-директора фестивалю. 
У 2003 році Денис Іванов разом зі своєю дружиною Мариною Шух та іншими однодумцями відкрив кінокомпанію «Артхаус Трафік» та став її генеральним директором. «Артхаус Трафік» є першим дистриб'ютором арткіно в Україні і менеджером багатьох кінофестивалів, випустив в український кінопрокат понад 300 фільмів, серед яких «Піна» Віма Вендерса, «Океани» Жака Перрена, «Затоичи» Такеші Кітано, «Басейн» Франсуа Озона, «Повернення» Андрія Звягінцева, «Олдбой» Чхан-Ук Пака, «Пророк» Жака Одіара, «Мільйонер із нетрів» Денні Бойла, «Далласький клуб покупців» Жана-Марка Валле і багато інших..
У 2006 році Денис Іванов став співпродюсером трилера «Штольня», реж. Любомира Кобильчука, міжнародна прем'єра якого відбулася на Московському міжнародному кінофестивалі.
У 2010 році стає співзасновником і генеральним директором (2010—2013) Одеського міжнародного кінофестивалю, який вже за перші кілька років існування став одним з найбільших кінооглядів Східної Європи з глядацькою аудиторією близько 100 тис. чоловік .
Спільно з режисером Володимиром Тихим виступив продюсером альманахів короткометражних фільмів «Мудаки. Арабески»(2011) і «Україна Гудбай»(2012). У 2013 році Денис Іванов став генеральним продюсером фільму «Зелена кофта» Володимира Тихого, світова прем'єра якого відбулася на кінофестивалі в Сан-Себастьяні. Фільм також взяв участь в міжнародному конкурсі Варшваского МКФ і отримав приз Міжнародної федерації кінопреси (FIPRESCI) за найкращий український повнометражний фільм на Одеському кінофестивалі 2014.
У грудні 2013 року до ініціативи Дениса Іванова відбувся Перший зимовий кіноринок в Києві, який став щорічним професійним подією для українських кінотеатрів, дистриб'юторів і продюсерів.
Фільм «Плем'я»  режисера Мирослава Слабошпицького (2014 року), в якому Денис Іванов виступив в якості со-продюсера, став переможцем програми «Тижня Критики» Каннського фестивалю. Картина брала участь в більш ніж 50 кінофестивалях і вийшла в прокат в більш ніж сорока країнах, ставши найуспішнішим міжнародним релізом українського фільму в історії.
У 2014 році став засновником Фестивалю мистецтва кіно для дітей та підлітків «Чілдрен кінофест» , який у наступні роки розширився до 22 міст України, а кількість глядачів перевищило 40 тис.
У 2016 році виступив ініціатором проведення щорічних днів українського кіно UKRAINE ON FILM в культурному центрі BOZAR в Брюсселі, Бельгія. У 2017  брав участь у роботі журі міжнародного конкурсу 33-го МКФ у Варшаві .
Картина «Рівень чорного» режисера Валентина Васяновича (2017), в якій Денис Іванов виступив в ролі асоційованого продюсера, отримала приз Міжнародної федерації кінопросси (FIPRESCI) за найкращий український повнометражний фільм на Одеському кінофестивалі 2017 і стала українським кандидатом на премію «Оскар» в категорії «кращий фільм іноземною мовою».

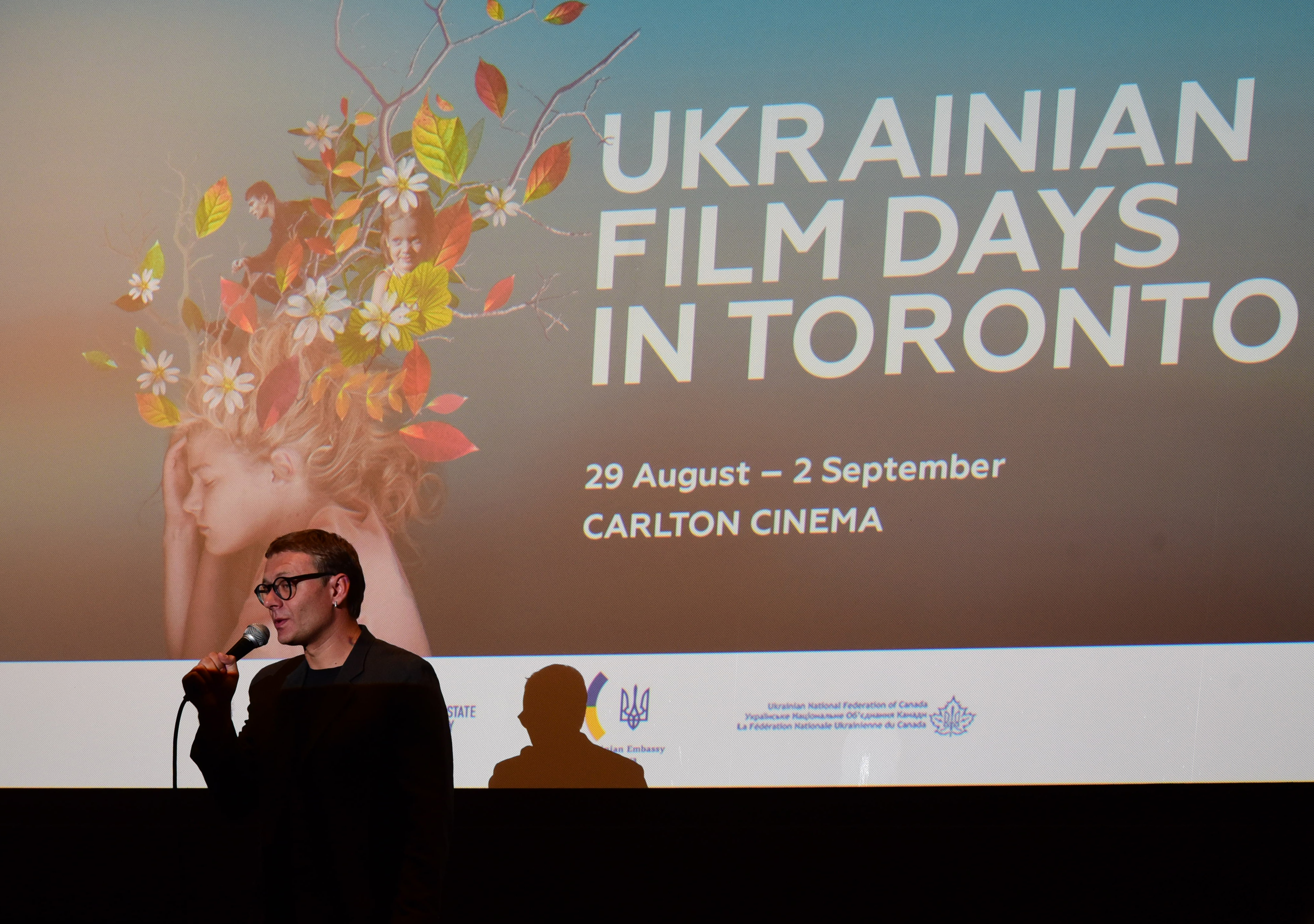
Денис Іванов на Днях українського кіно в Торонто, 2018

У 2017 році став автором ідеї та директором кінофестивалю «Київський тиждень Критики». У якісті кураторів кінопрограми виступили відомі українські кінокритики: Дар'я Бадьор (редактор розділу «Культура» онлайн-видання «LB.ua»), Надія Заварова (кінознавець і редактор розділу «Кіно» Cultprostir); Олександр Гусєв (кінокритик видань «Українська правда» та «Укрінформ») та Станіслав Битюцький (засновник кінопорталу Cineticle).
У 2017 році Денис Іванов виступив в якості українського спів-продюсера стрічки Сергія Лозниці «Донбас», яка стала фільмом-відкриття секції «Особливий погляд» Каннського кінофестивалю 2018 та отримала приз за кращу режисуру, а також була обраною у якості національного претендента на премію «Оскар» за найкращий іншомовний фільм.

### Кар'єра на телебаченні
У квітні 2014 на українському каналі НЛО TV відбувся перший випуск телепередачі «Про Кіно на НЛО», в якій Денис Іванов став продюсером і ведучим.

## Родина
Колишня дружина — Марина Шух, донька відомого українського композитора Михайла Шуха та музикознавиці Наталки Чаморової. Марина - колишня адміністративна директорка Артхаус трафік, нині - психологиня.
З Мариною Іванов має двох синів.

## Фільмографія
Продюсер
Повнометражні фільми:
- «Поліна і таємниця кіностудії» (2019), реж. Оліас Барко
- «Донбас» (2018), реж. Сергій Лозниця
- «Рівень чорного» (2017), реж. Валентин Васянович
- «Плем'я» (2014), реж. Мирослав Слабошпицький
- «Зелена кофта» (2013), реж. Володимир Тихий
- «Штольня» (2006), реж. Любомир Кобильчук

Короткометражні фільми:
- «Україно, Goodbye!» (2012), кіноальманах-збірка
- «Мудаки. Арабески» (2011), кіноальманах-збірка
- «Ядерні відходи» (к/м,2012), реж. Мирослав Слабошпицький
- «Янгол смерті» (к/м,2012), реж. Володимир Тихий
- «Борода» (к/м,2012), реж. Дмитро Сухолиткий-Собчук
- «Побачення» (к/м, 2012)), реж. Євген Матвієнко
- «Очерет» (к/м,2012), реж. Руслан Батицький
- «Пиріг» (к/м, 2012), реж. Юрій Ковальов
- «Як козаки у космос полетіли» (к/м, 2012), реж. Євген Матвієнко
- «Красива жінка» (к/м, 2012), реж. Олена Алімова
- «Будинок біля дороги» (к/м, 2012), реж. Віктор Сухобрус
- «Національна ідея в Україні» (к/м, 2012), реж. Дан Воронов
- «Коротка історія» (к/м, 2012), реж. Іван Тимшин
- «Арівідерчі, Серього» (к/м, 2012), реж. Андрій Тимощук
- «Ключ» (к/м, 2012), реж. Артур Млоян
- «Гриби» (к/м, 2012), реж. Валерій Шалига
- «Гауді» (к/м, 2012), реж. Аксінья Куріна
- «Майже кохання» (к/м, 2012), реж. Юлія Шашкова
- «Сова» (к/м, 2012), реж. Оксана Казмін
- «Камыш» (к/м, 2012), реж. Руслан Батицкий
- «Та поїду!» (к/м, 2012), реж. Валерій Шалига
- «Смак морозива» (к/м, 2012), реж. Тьєррі Дуссе
- «Гамбург» (к/м, 2012), реж. Володимир Тихий
- «Без ГМО» (к/м, 2012), реж. Лариса Артюгіна
- «П'ятниця» (к/м,2010), реж. Юлія Шашкова
- «Останній лист» (к/м,2010), реж. Юрій Ковальов
- «Труси» (к/м,2010), реж. Жанна Довгич
- «Свєта» (к/м,2010), реж. Володимир Тихий
- «Рано вранці» (к/м,2010), реж. Володимир Тихий
- «Мій друг Сєрьога» (к/м,2010), реж. Іван Тимшин
- «Глухота» (к/м,2010), реж. Мирослав Слабошпицький
- «Українська література» (к/м,2010), реж. А.Лавренішін, Д. Коломойцев
- «Тупик» (к/м,2010), реж. Іван Тимшин
- «Тато» (к/м,2010), реж. Вікторія Нестеренко
- «Таксі?» (к/м,2010), реж. Віра Яковенко
- «Та це ж гімно!» («По дорозі»)(к/м,2010), реж. Володимир Тихий
- «Пам'яті Пітера» (к/м,2010), реж. Володимир Тихий
- «Кончєна» (к/м,2010), реж. Аксінья Куріна
- «Душа в душу» (к/м,2010), реж. Олександр Постоленко
- «MMS» (к/м,2010), реж. Роман Бондарчук

## Громадська позиція
У 2018 підтримав звернення Європейської кіноакадемії на захист ув'язненого у Росії українського режисера Олега Сенцова.

## Скандали
У 2006 Денис Іванов був одним з тих, хто в 2006 році виступив проти впровадження постанови Кабміну № 20 від 16 січня 2006р «Деякі питання порядку розповсюдження і демонстрування фільмів», яка встановлювала квоту обов'язкового дублювання іноземних фільмів українською мовою в кінопрокаті України, що викликало чималий резонанс в українських кінематографічних колах. Іванов стверджував, що озвучення чи субтитрування фільмів українською не є прийнятною економічній моделі «артхаузного» кіно. Крім того, Денис Іванов як керівник Артхаус Трафік разом з багатьма представниками кіноіндустрії (зокрема з Андрієм Різолем, Дмитром Колесниковим, Михайлом Соколовим, Ігорем Ігнатьєвим та ін.) був одним з підписантів відкритого листа до віце-прем'єр-міністра України В'ячеслава Кириленка пояснюючи необхідність скасування цієї урядової постанови неврахуванням особливостей обмеженого прокату кінокопій артхаусних фільмів та можливим зникненням незалежних дистриб'юторів.. 18 жовтня 2006 Апеляційний суд міста Києва скасував цю постанову. Після низки консультацій з представниками кіногалузі, у січні 2007 Міністерство культури і туризму України підписало з українськими кінодистриб'юторами і демонстраторами меморандум щодо дублювання фільмів українською, в якому сторони дійшли згоди щодо вдосконалення подальших планів у питанні дублювання фільмів українською мовою